# Eldena (Greifswald)
Eldena – dzielnica miasta Greifswald w Niemczech, w Meklemburgii-Pomorzu Przednim. Jest największą dzielnicą miasta.
W Eldenie znajdują się ruiny klasztoru Eldena w którym została pochowana Anna Jagiellonka żona Bogusława X.